# Alimente funcționale
Un aliment funcțional este un aliment despre care se pretinde că are o funcție suplimentară (adesea una legată de promovarea sănătății sau de prevenirea bolilor) prin adăugarea de ingrediente noi sau mai multe dintre ingredientele existente.
Termenul se poate aplica, de asemenea, trăsăturilor crescute intenționat în plante comestibile existente, ar fi cartofii mov sau de aur care au îmbogățit conținutul de antocianine sau carotenoide. Alimentele funcționale pot fi „concepute pentru a avea beneficii fiziologice și/sau pentru a reduce riscul de boli cronice dincolo de funcțiile nutriționale de bază și pot fi similare ca aspect cu alimentele convenționale și consumate ca parte a unei diete regulate”.
Termenul a fost folosit pentru prima dată în Japonia în 1980, unde există un proces de aprobare guvernamentală pentru alimente funcționale numit „Alimente pentru uz medical specificat” (FOSHU).